# پریگورودنویه (سرزمین آلتای)
پریگورودنویه (به لاتین: Prigorodnoye) یک منطقهٔ مسکونی در روسیه است که در سرزمین آلتای واقع شده‌است.